# 丸山康雄
丸山 康雄（まるやま やすお、1926年（大正15年）2月26日 - 1994年（平成6年）6月25日）は、昭和時代の労働運動家。

## 経歴
札幌市出身。1943年（昭和18年）、北海道庁立札幌第一中学校（現北海道札幌南高等学校）卒業。1948年（昭和23年）に北海道庁に入庁し、労政課に勤務した。1955年（昭和30年）全道庁労組書記長、1975年（昭和50年）全日本自治団体労働組合（自治労）委員長、1976年（昭和51年）日本労働組合総評議会（総評）副議長を歴任。1981年（昭和56年）に第二次臨時行政調査会（土光臨調）委員を務める（2年間）。労働界からは総評副議長の丸山と、同盟副会長の金杉秀信の2人が委員となった。臨調委員だった1981年（昭和56年）から1983年（昭和58年）にかけて『臨調ニュース』（丸山康雄事務所）を刊行した。

## 著書
- 『行政改革への提言――丸山康雄意見集』（全日本自治団体労働組合、地方自治総合研究所編、日本評論社、1983年）
- 『証言・第二次臨調』（新地書房、1984年）
- 『権利闘争の前進をめざして――青木宗也先生還暦記念』（山本博、江田虎臣、武藤久、真柄栄吉、黒川武共編、エイデル研究所、1984年）